# Nacho Medivas (periodista)
Ignacio Medina Moñivas, más conocido como Nacho Medivas (Madrid, 21 de enero de 1983), es un periodista, guionista y escritor español, autor de La Guía oficial de El Internado Laguna Negra.

## Biografía
Nacho Medivas (Madrid, 1983) se licencia en Ciencias de la Comunicación por la Universidad Rey Juan Carlos de Madrid en 2007. Completa sus estudios con el Máster de Creatividad y Guiones para Televisión de URJC-Globomedia, el Máster de Guion de Cine y Televisión de la Escuela Guion Madrid de Alicia Luna, el Máster de Web, Diseño y Programación de IED Madrid, el Máster en Dirección E-Commerce (MDEC Candidate) del Foro de Economía Digital Business School y el Máster Inbound Marketing y medios sociales de IAB Spain.
Integra el equipo de guion de los programas Sé lo que hicisteis y El Intermedio (la Sexta) y de las series El Internado (Antena 3) y Aída (Telecinco). Es guionista de la gala Plácido y la copa, dirigida por Emilio Aragón para TVE.
En 2009 publicó su primer libro: La Guía oficial de El Internado Laguna Negra, que aborda los entresijos de la producción de misterio de Antena 3.
Como periodista ha trabajado en medios de ocio y cultura como Guía del Ocio, On Madrid de El País, Metrópoli de El Mundo, SalirSalirMadrid, la revista oficial de Física o Química, Star2 y RAGAZZA. Ha llevado la sección de televisión en el portal de Microsoft MSN.es, el departamento de comunicación del teatro Cuarta Pared, información cultural en la agencia Europa Press y los medios sociales del económico Cinco Días de El País.
Con 19 años gana el segundo premio de crítica de cine de Guía del Ocio. Con 29, su cortometraje Turno de mañana recibe el Premio del público en el FastFilmFest y su obra fotográfica Drunk Liz es seleccionada para la galería de arte Mad is mad.
En 2014 es miembro del Jurado del Festival de Cine Getafe IN-Cinema, junto al director de cine José Manuel Carrasco (El diario de Carlota), la productora Puy Oria (No tengas miedo) y el periodista Luis Mariano González Mazarrón.
Ha escrito el guion de los cortometrajes Pasionyté (2011), de Agustín García, para la novena edición del Jameson Notodofilmfest; el guion y la dirección de Olivia (2009), Servicio a domicilio (2017) y el Microteatro Por Dinero La lealtad del estofado (2013).